# Manta Ray (Film)
Manta Ray (Originaltitel Kraben rahu) ist ein Filmdrama von Phuttiphong Aroonpheng, das im September 2018 bei den Internationalen Filmfestspielen von Venedig erstmals vorgestellt wurde.

## Handlung
In der Nähe eines Küstendorfs in Thailand, am Meer, in dem Tausende von Rohingya-Flüchtlingen ertrunken sind, eine Ethnie in Myanmar, deren Mitglieder fast alle sunnitische Muslime sind und hauptsächlich im nördlichen Teil des an Bangladesch grenzenden Rakhaing-Staates leben, findet ein Fischer einen verletzten Mann, der bewusstlos im Wald liegt. Er rettet den Fremden, der kein Wort spricht, bietet ihm seine Freundschaft an und nennt ihn Thongchai. Als der Fischer plötzlich auf See verschwindet, beginnt Thongchai langsam, das Leben seines Freundes zu übernehmen, sein Haus, seine Arbeit und seine Ex-Frau.

## Hintergrund
Eine überwältigende Mehrheit der Rohingyas sind in den letzten Jahren aus ihrer Heimat im Bundesstaat Rakhine in Myanmar geflohen, um in den Nachbarländern Schutz zu suchen. In ihrer Heimat waren Massengräber gefunden worden.

## Produktion
Regie führte Phuttiphong Aroonpheng, der auch das Drehbuch schrieb. Der thailändische Schriftsteller und Regisseur lässt seinen Film mit einer Widmung „Für die Rohingyas.“ beginnen. Aroonpheng bringt in seinem Film die Wut über die Situation dieser verfolgten, ethnischen Minderheit in seinem Land zum Ausdruck.
Der namenlose Fischer wird von Wanlop Rungkumjad gespielt. Die Rolle des von ihm gefundenen Mannes, den er Thongchai nennt, wurde mit Aphisit Hama besetzt. Saijai, die Ex-Frau des Fischers, wird von der Molam-Sängerin Rasmee Wayrana gespielt.
Der Film feierte am 7. September 2018 im Rahmen der Internationalen Filmfestspiele von Venedig seine Premiere. Im September 2018 wurde er beim Toronto International Film Festival gezeigt. Im Juni 2019 erfolgte eine Vorstellung beim Edinburgh International Film Festival. Ende Juni und Anfang Juli 2019 wurde er beim Filmfest München im Wettbewerb CineVision gezeigt. Im August 2019 wurde er beim Melbourne International Film Festival vorgestellt. Im Oktober 2019 wurde er beim Unabhängigen FilmFest Osnabrück gezeigt.

## Rezeption

### Kritiken
Der Film stieß bislang auf die Zustimmung aller Kritiker bei Rotten Tomatoes und erreichte hierbei eine durchschnittliche Bewertung von 7,9 der möglichen 10 Punkte.
Joshua Minsoo Kim vom Slant Magazine schreibt, die üppigen Bilder der bunt beleuchteten Flora zu Beginn des Films, würden von der Klangpalette, Streichmusik und das rhythmische Zirpen von Insekten, verstärkt und erzeuge so einen ätherischen Ton. Die verschiedenen diegetischen Klänge, vom Brechen der Wellen über das Rascheln trockener Blätter bis hin zum Geräusch beim Erbrechen, vermittelten eine meditative Atmosphäre, so Kim. Wenn der Fischer eine Zeile aus einem der ersten Songs des thailändischen Popsängers Bird Thongchai McIntyre singe, passe der Text zur Situation des Fischers und des Mannes, den er gerettet hat: „Nur der Strand, das Meer, der Wind und wir beide.“ Das ursprünglich romantische Gefühl des Liedes werde aufgrund der Umstände anders wiedergegeben und stehe hier für Einsamkeit und Hilflosigkeit aber auch die Widerstandsfähigkeit, die durch ihre Freundschaft beflügelt werde. Ein paar traumhafte Montagen trügen zum leicht surrealen Furnier des Films bei, und letztendlich sei das, was Phuttiphong Aroonpheng mit diesen zweideutigen und fantastischen Szenen erreicht, das Aufzeigen der Unsicherheit und des Unbehagens, die Thongchai in Thailand empfindet. Das Ende des Films, wenn der Fischer zurückkehrt, mache deutlich, dass Angehörige der Rohingya in Thailand als Vagabunden leben und schaffe elegant ein Verständnis für Thongchais tragische Realität.

### Auszeichnungen (Auswahl)
Filmfest München 2019
- Nominierung für den CineVision Award

Toronto International Film Festival 2018
- Nominierung als Bester Film für den Discovery Award (Phuttiphong Aroonpheng)

Internationale Filmfestspiele von Venedig 2018
- Auszeichnung als Bester Film mit dem Venice Horizons Award (Phuttiphong Aroonpheng)

Unabhängiges FilmFest Osnabrück 2019
- Nominierung für den Friedensfilmpreis (Phuttiphong Aroonpheng)[6][7]

Zagreb Film Festival 2018
- Special Mention – Feature Film (Phuttiphong Aroonpheng)